# Joachim Böhmer
Joachim Böhmer (ur. 1 października 1940 w Berlinie, zm. 28 grudnia 1999 tamże) – niemiecki wioślarz reprezentujący NRD, brązowy medalista olimpijski i dwukrotny medalista mistrzostw świta.

## Kariera sportowa
Wystąpił na igrzyskach olimpijskich w Monachium w 1972, wspólnie z Hansem-Ulrichem Schmiedem zdobywając brązowy medal w dwójkach podwójnych. W finale o 2,78 sekundy wyprzedziła ich osada ZSRR, a o 2,97 sekundy lepsi byli Norwegowie. Był to jego jedyny start olimpijski.
Razem ze Schmiedem zdobył też srebro w dwójkach podwójnych na mistrzostwach świata w St. Catharines (1970). Na rozgrywanych cztery lata wcześniej mistrzostwach świata w Bledzie Joachim Böhmer, Peter Schulz, Jörg Lucke, Kurt Wunderlich, Erich Wunderlich, Klaus-Dieter Bähr, Peter Hein, Heinz-Jürgen Bothe i Hartmut Wenzel zdobyli brązowy medal w ósemkach.
Ponadto zdobył złoty medal w dwójkach podwójnych na mistrzostwach Europy w Kopenhadze (1971) oraz srebrny w jedynkach na mistrzostwach Europy w Klagenfurcie (1969).
Odznaczony Orderem Zasługi dla Ojczyzny (NRD).
Po zakończeniu kariery sportowej ukończył studia na kierunku politologii. Następnie pracował jako kryminolog w Volkspolizei.